# بنجامين لافي
بنجامين لافي (بالإنجليزية: Benjamin Levy)‏ هو موسيقي أمريكي، ولد في 22 فبراير 1845 في نيويورك في الولايات المتحدة، وتوفي في 20 يوليو 1921 في بروكلين في الولايات المتحدة.

## روابط خارجية
- بنجامين لافي على موقع IMDb (الإنجليزية)